# 宇宙空間物理学

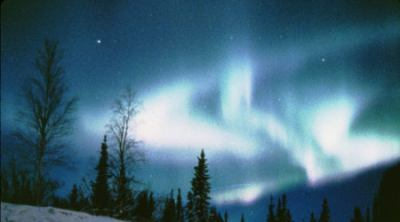
ロシアのオーロラ

宇宙空間物理学（うちゅうくうかんぶつりがく、英語: space physics、solar terrestrial physics）とは、宇宙空間（とくに地球近傍の宇宙空間）における様々な物理現象を研究する学問分野であり、電離圏（熱圏）、磁気圏、そして惑星間空間（磁気圏外の太陽風が流れる領域）などを研究対象とする。太陽地球系物理学（solar-terrestrial physics、STP）ともいう。超高層大気物理学（physics of the upper atmosphere）ともいうが、その場合は、磁気圏よりも電離圏を主な研究対象としている学者に使われる傾向が強い。イギリスの物理学者シドニー・チャップマンは aeronomy と呼んだ。
元来は、地球電磁気学の一分野というべき分野であり、磁気嵐などの地磁気現象、デリンジャー現象などの電離圏擾乱、オーロラ現象などを扱っていた。しかし、人工衛星によって宇宙空間が直接観測されるようになって以降、天文学（特に太陽物理学）やプラズマ物理学とも密接に結びつき、地球科学の枠組みを超えて発展している。